# Fakultät für Wirtschaftsmanagement des Kollegs Kaunas
Die Fakultät für Wirtschaftsmanagement des Kollegiums Kaunas (lit. Kauno kolegijos Verslo vadybos fakultetas) ist die Fakultät für Wirtschaftsmanagement des Kollegs Kaunas.

## Geschichte
Die Fakultät entstand aus der Höheren Schule für Technologie Kaunas (Kauno aukštesnioji technologijos mokykla). Seit 1992 gab es dort den Studiengang Business-Organisation, seit 1995 Business Administration, seit 1993  Tourismus- und Hotelmanagement und seit 1996 Werbungsmanagement. Im September 2000 wurde die Höhere Schule zu einer Fakultät des Kollegs Kaunas. 2003 wurde der Studiengang Business Management der Lebensmittelindustrie, 2007 Handelsmanagement und 2012 Sportmanagement eingeführt.